# Carulu Giovoni
Carulu Giovoni fou un escriptor cors, nascut a Zonza el 5 d'agost de 1879 i mort a Ajaccio el 1963. Treballà com a farmacèutic a Marsella. Col·laborà en la revista bilingüe U Lariciu, fundada el 1927. També traduí al cors les Bucòliques de Virgili.

## Obres
- Favule Corse
- 1927: U me paisolu
- 1930: I Profumi di l'Isula
- A Merria è Fiffina
- Favule corse
- Ziu Carl'Andria di Carrughju in Paradisu

## Rifarenzi
- (cors) http://www.taravu.com/Textes/corses/CarGiovoni.htm Arxivat 2005-08-24 a Wayback Machine.